# Крупина
Кру́пина (словац. Krupina, нем. Karpfen, венг. Korpona) — город в центральной Словакии у подножья Штьявницких Врхов и Крупинской Планины. Население — около 8 тыс. человек.

## История
Крупина и Трнава являются самыми старыми городами Словакии. Городские права Крупина получила в 1238 году, хотя впервые упоминается в 1135 году в письме короля Белы II. Крупина тогда стояла на знаменитой торговой дороге Magna Via, ведущей от Балтики к Адриатике. В 1241 Крупину сожгли монголо-татары. В XIV веке Крупина была известна «крупинским городским правом», которое хотели получить многие города, например, Ружомберок, Жилина, Прьевидза и прочие. В XV веке Крупину неоднократно осаждали гуситы. В XVI веке на город нападают турки, Крупина выстраивает мощные крепостные укрепления, которые турки никогда не смогли взять осадой. В XVIII веке Крупину сожгли куруцы. В 1919 году город разграбила венгерская Красная Армия.
В настоящее время Крупина — районный центр Банскобистрицкого края.

## Население
| Год:                | 1994 | 2004    | 2014    | 2024    |
| ------------------- | ---- | ------- | ------- | ------- |
| Количество человек: | 8060 | 7857    | 8010    | 7524    |
| Разница:            |      | −2,51 % | +1,94 % | −6,06 % |

## Достопримечательности
- Романский фарный костёл
- Сторожевая башня
- Крепостные стены
- Крепость Бзовик неподалёку

## Известные люди
- Зденка Крамплова – словацкий политический, государственный и дипломатический деятель.
- Юрий Палкович (1769—1850) — австро-венгерский словацкий протестантский писатель-богослов, поэт, драматург, прозаик, издатель, переводчик, организатор культурной жизни, профессор.
- Андрей Сладкович (Ондрсь Браксаторис) — словацкий поэт, родился в Крупине 30 марта 1820 года.